# Душан Влаховић
Душан Влаховић (Београд, 28. јануар 2000) српски је професионални фудбалер. Игра на позицији нападача, а тренутно наступа за Јувентус и репрезентацију Србије.

## Каријера

### Партизан
Влаховић је фудбалом почео да се бави у школи фудбала Алтина из Земуна. Касније је провео три месеца у ОФК Београду, а једну утакмицу је одиграо и за пионире Црвене звезде. Током 2014. године долази у Партизан.
Свој први професионални уговор са Партизаном је потписао у фебруару 2015, као 15-годишњак. Почетком 2016, Влаховић се прикључио првом тиму Партизана код тренера Ивана Томића и том приликом је задужио дрес са бројем 9. Деби у првом тиму Партизана је имао 21. фебруара 2016. на првенственој утакмици против ОФК Београда. Ушао је на терен у 70. минуту уместо Исмаела Фофане, па је тако са 16 година и 24 дана постао најмлађи дебитант у историји клуба. У наредном колу, Влаховић је добио прилику да заигра и на 150. вечитом дербију. Ушао је у игру у 53. минуту уместо Валерија Божинова па је тако постао најмлађи дебитант у вечитим дербијима, престигавши рекорд који је претходно држао Лука Јовић.
Први гол у дресу Партизана је постигао 2. априла 2016, на првенственој утакмици у Београду против Радника из Сурдулице. Влаховић је тако постао најмлађи стрелац у историји клуба, а до дебитантског гола је дошао са 16 година, два месеца и пет дана. Такође је постигао гол у полуфиналу Купа Србије, против Спартака у Суботици када је Партизан славио са 0:3. У финалу Купа против Јавора, у ком је Партизан победио са 2:0, Влаховић је поново био стрелац. Постигао је други гол за црно-беле у 97. минуту, и освојио је први трофеј у каријери.
Деби у европским утакмицама, Влаховић је имао 21. јула 2016. на реванш утакмици 2. кола квалификација за Лигу Европе против Заглебја у Пољској. Партизан је елиминисан након пенала, па је Влаховић у наставку сезоне наступао само у домаћим такмичењима. У другом колу шампионата 2016/17, на утакмици против Напретка у Крушевцу, Влаховић је по први пут заиграо за Партизан као стартер. То му је био и једини пут да је био стартер, јер је у осталим мечевима у сезони 2016/17. улазио у игру са клупе. Укупно је у овој сезони наступио на девет утакмица (без постигнутог гола), и освојио је дуплу круну.

### Фјорентина
У јуну 2017. Фјорентина је званично објавила да је откупила Влаховића. Клуб из Фиренце је навео да се Влаховић неће одмах придружити новом клубу, већ ће се сачекати да 28. јануара 2018. напуни 18 година. Званичну промоцију у Фјорентини, Влаховић је имао 22. фебруара 2018. године. Задужио је дрес са бројем 18, а право наступа за клуб са Артемио Франкија је имао од 1. јула 2018. Деби у дресу Фјорентине је имао 25. септембра 2018, у 6. колу Серије А, када је ушао у игру у 84. минуту утакмице у којој је његов клуб поражен (2:1) на гостовању Интеру на Ђузепе Меаци. Влаховић је током сезоне 2018/19. наступио на 10 утакмица Серије А, а упоредо са играњем за први тим је наступао и за млади тим Фјорентине где је пружао запажене партије.
Прве голове у дресу Фјорентине је постигао 18. августа 2019. на утакмици Купа Италије против Монце. Влаховић је ушао у игру у 74. минуту при вођству гостију и головима у 80. и 86. минуту донео Фјорентини преокрет и пласман у наредну рунду. До краја меча је забележио и асистенцију Федерику Кјези који је погодио за 3:1 и тако поставио коначан резултат. Прве голове у Серији А је постигао 10. новембра 2019. када је Фјорентина поражена са 5:2 на гостовању Каљарију а Влаховић је био стрелац оба гола за свој тим. Свој трећи гол у Серији А је постигао 15. децембра, на утакмици 16. кола, у којој је Фјорентина дочекала Интер. Ушао је у игру у 59. минуту при вођству гостију од 0:1, а у 92. минуту је постигао изједначујући гол и тако поставио коначних 1:1.

### Јувентус
На дан прославе свог 22. рођендана, 28. јануара 2022. године, Влаховић је потписао четворогодишњи уговор с Јувентусом, а вредност трансфера је износила 70 милиона евра. Дебитовао је за Јувентус већ 6. фебруара, започевши утакмицу као стартер. Тада је постигао и свој првенац у дресу Старе даме (победа од 2 : 0 против Вероне).
Влаховић је 22. фебруара по први пут у својој каријери заиграо у Лиги шампиона. Започео је утакмицу осмине финала, против шпанског Виљареала, а утакмице је завршена с резултатом 1 : 1. Једини гол за Јувентус на тој утакмици постигао је управо Влаховић и то само 33 секунде након почетка исте. Тако је постао играч који је, као стартер, на свом дебију, постигао најбржи гол у Лиги шампиона. Четири дана касније, затресао је мрежу против Емполија и тако помогао екипи Јувентуса да победи на тој утакмици (2 : 3).
Дана 20. децембра 2024. године добио је награду Златну лопту за најбољег играча у 2024. години од Фудбалског савеза Србије.

## Статистика

### Клупска
Ажурирано 15. маја 2024.
|            |          |                  |     |    |    |    |    |   |   |   |     |    |  |  |
| Партизан   | 2015/16. | Суперлига Србије | 14  | 1  | 4  | 2  | —  | — | — | — | 18  | 3  |  |  |
| Партизан   | 2016/17. | Суперлига Србије | 7   | 0  | 1  | 0  | 1  | 0 | — | — | 9   | 0  |  |  |
| Партизан   | 2017/18. | Суперлига Србије | 0   | 0  | 0  | 0  | 0  | 0 | — | — | 0   | 0  |  |  |
| Партизан   | Укупно   | Укупно           | 21  | 1  | 5  | 2  | 1  | 0 | — | — | 27  | 3  |  |  |
|            |          |                  |     |    |    |    |    |   |   |   |     |    |  |  |
| Фјорентина | 2018/19. | Серија А         | 10  | 0  | 0  | 0  | —  | — | — | — | 10  | 0  |  |  |
| Фјорентина | 2019/20. | Серија А         | 30  | 6  | 4  | 2  | —  | — | — | — | 34  | 8  |  |  |
| Фјорентина | 2020/21. | Серија А         | 37  | 21 | 3  | 0  | —  | — | — | — | 40  | 21 |  |  |
| Фјорентина | 2021/22. | Серија А         | 21  | 17 | 3  | 3  | —  | — | — | — | 24  | 20 |  |  |
| Фјорентина | Укупно   | Укупно           | 98  | 44 | 10 | 5  | —  | — | — | — | 108 | 49 |  |  |
|            |          |                  |     |    |    |    |    |   |   |   |     |    |  |  |
| Јувентус   | 2021/22. | Серија А         | 15  | 7  | 4  | 1  | 2  | 1 | — | — | 21  | 9  |  |  |
| Јувентус   | 2022/23. | Серија А         | 27  | 10 | 2  | 0  | 13 | 4 | — | — | 42  | 14 |  |  |
| Јувентус   | 2023/24. | Серија А         | 31  | 16 | 5  | 2  | —  | — | — | — | 36  | 18 |  |  |
| Јувентус   | Укупно   | Укупно           | 73  | 33 | 11 | 3  | 15 | 5 | — | — | 99  | 41 |  |  |
|            |          |                  |     |    |    |    |    |   |   |   |     |    |  |  |
| Каријера   | Каријера | Каријера         | 192 | 78 | 26 | 10 | 16 | 5 | — | — | 234 | 93 |  |  |
|            |          |                  |     |    |    |    |    |   |   |   |     |    |  |  |

### Утакмице у дресу репрезентације
| Репрезентација Србије у узрасту до 15 година старости | Репрезентација Србије у узрасту до 15 година старости | Репрезентација Србије у узрасту до 15 година старости | Репрезентација Србије у узрасту до 15 година старости | Репрезентација Србије у узрасту до 15 година старости | Репрезентација Србије у узрасту до 15 година старости | Репрезентација Србије у узрасту до 15 година старости | Репрезентација Србије у узрасту до 15 година старости | Репрезентација Србије у узрасту до 15 година старости | Репрезентација Србије у узрасту до 15 година старости |
| #                                                     | Датум                                                 | Такмичење                                             | Локација                                              | Домаћин                                               | Резултат                                              | Гост                                                  | Гол                                                   | Реф.                                                  |                                                       |
| ----------------------------------------------------- | ----------------------------------------------------- | ----------------------------------------------------- | ----------------------------------------------------- | ----------------------------------------------------- | ----------------------------------------------------- | ----------------------------------------------------- | ----------------------------------------------------- | ----------------------------------------------------- | ----------------------------------------------------- |
| 1.                                                    | 11. фебруар 2015.                                     | Mеђунaрoдни турнир у Aнтaлији                         | Eмирхaн спoрт кoмплекс                                | Србија                                                | 1 : 1                                                 | Холандија                                             |                                                       | [ 39 ]                                                |                                                       |
| 2.                                                    | 12. фебруар 2015.                                     | Mеђунaрoдни турнир у Aнтaлији                         | Eмирхaн спoрт кoмплекс                                | Турска                                                | 3 : 0                                                 | Србија                                                |                                                       | [ 40 ]                                                |                                                       |
| 3.                                                    | 14. фебруар 2015.                                     | Mеђунaрoдни турнир у Aнтaлији                         | Eмирхaн спoрт кoмплекс                                | Србија                                                | 1 : 0                                                 | Аустрија                                              |                                                       | [ 41 ]                                                |                                                       |
| 4.                                                    | 14. април 2015.                                       | Пријатељска утакмица                                  | Кућа фудбала, Стара Пазова                            | Србија                                                | 1 : 1                                                 | Чешка                                                 |                                                       | [ 42 ]                                                |                                                       |
| 5.                                                    | 16. април 2015.                                       | Пријатељска утакмица                                  | Кућа фудбала, Стара Пазова                            | Србија                                                | 3 : 3                                                 | Чешка                                                 | Гол · Гол · Гол                                       | [ 43 ]                                                |                                                       |
| 5                                                     | Укупан број утакмица и постигнутих погодака           | Укупан број утакмица и постигнутих погодака           | Укупан број утакмица и постигнутих погодака           | Укупан број утакмица и постигнутих погодака           | Укупан број утакмица и постигнутих погодака           | Укупан број утакмица и постигнутих погодака           | 3                                                     | [ 44 ]                                                |                                                       |

| Репрезентација Србије у узрасту до 16 година старости | Репрезентација Србије у узрасту до 16 година старости | Репрезентација Србије у узрасту до 16 година старости | Репрезентација Србије у узрасту до 16 година старости | Репрезентација Србије у узрасту до 16 година старости | Репрезентација Србије у узрасту до 16 година старости | Репрезентација Србије у узрасту до 16 година старости | Репрезентација Србије у узрасту до 16 година старости | Репрезентација Србије у узрасту до 16 година старости | Репрезентација Србије у узрасту до 16 година старости |
| #                                                     | Датум                                                 | Такмичење                                             | Локација                                              | Домаћин                                               | Резултат                                              | Гост                                                  | Гол                                                   | Реф.                                                  |                                                       |
| ----------------------------------------------------- | ----------------------------------------------------- | ----------------------------------------------------- | ----------------------------------------------------- | ----------------------------------------------------- | ----------------------------------------------------- | ----------------------------------------------------- | ----------------------------------------------------- | ----------------------------------------------------- | ----------------------------------------------------- |
| 1.                                                    | 27. октобар 2015.                                     | Пријатељска утакмица                                  | Бидгошч                                               | Пољска                                                | 1 : 2                                                 | Србија                                                | Гол                                                   | [ 51 ]                                                |                                                       |
| 2.                                                    | 16. новембар 2015.                                    | Турнир пријатељства                                   | Тренинг центар Петар Милошевски, Скопље               | Северна Македонија                                    | 3 : 1                                                 | Србија                                                |                                                       | [ 52 ]                                                |                                                       |
| 3.                                                    | 18. новембар 2015.                                    | Турнир пријатељства                                   | Тренинг центар Петар Милошевски, Скопље               | Србија                                                | 0 : 3                                                 | Италија                                               |                                                       | [ 53 ]                                                |                                                       |
| 3                                                     | Укупан број утакмица и постигнутих погодака           | Укупан број утакмица и постигнутих погодака           | Укупан број утакмица и постигнутих погодака           | Укупан број утакмица и постигнутих погодака           | Укупан број утакмица и постигнутих погодака           | Укупан број утакмица и постигнутих погодака           | 1                                                     | [ 44 ]                                                |                                                       |

| Репрезентација Србије у узрасту до 19 година старости | Репрезентација Србије у узрасту до 19 година старости | Репрезентација Србије у узрасту до 19 година старости | Репрезентација Србије у узрасту до 19 година старости | Репрезентација Србије у узрасту до 19 година старости | Репрезентација Србије у узрасту до 19 година старости | Репрезентација Србије у узрасту до 19 година старости | Репрезентација Србије у узрасту до 19 година старости | Репрезентација Србије у узрасту до 19 година старости | Репрезентација Србије у узрасту до 19 година старости |
| #                                                     | Датум                                                 | Такмичење                                             | Локација                                              | Домаћин                                               | Резултат                                              | Гост                                                  | Гол                                                   | Реф.                                                  |                                                       |
| ----------------------------------------------------- | ----------------------------------------------------- | ----------------------------------------------------- | ----------------------------------------------------- | ----------------------------------------------------- | ----------------------------------------------------- | ----------------------------------------------------- | ----------------------------------------------------- | ----------------------------------------------------- | ----------------------------------------------------- |
| 1.                                                    | 1. септембар 2016.                                    | Меморијални турнир „Стеван Вилотић Ћеле”              | Градски стадион, Суботица                             | Србија                                                | 2 : 1                                                 | Сједињене Америчке Државе                             |                                                       | [ 54 ]                                                |                                                       |
| 2.                                                    | 3. септембар 2016.                                    | Меморијални турнир „Стеван Вилотић Ћеле”              | Стадион Шлаиз, Врбас                                  | Србија                                                | 2 : 1                                                 | Француска                                             | Гол                                                   | [ 55 ]                                                |                                                       |
| 3.                                                    | 5. септембар 2016.                                    | Меморијални турнир „Стеван Вилотић Ћеле”              | Стадион крај Сомборске капије, Суботица               | Србија                                                | 3 : 1                                                 | Израел                                                |                                                       | [ 56 ]                                                |                                                       |
| 4.                                                    | 8. октобар 2016.                                      | Пријатељска утакмица                                  | Тбилиси                                               | Грузија                                               | 1 : 1                                                 | Србија                                                |                                                       | [ 57 ]                                                |                                                       |
| 5.                                                    | 9. новембар 2016.                                     | Квалификације за Европско првенство                   | Кућа фудбала, Стара Пазова                            | Молдавија                                             | 0 : 2                                                 | Србија                                                |                                                       | [ 58 ]                                                |                                                       |
| 6.                                                    | 11. новембар 2016.                                    | Квалификације за Европско првенство                   | Кућа фудбала, Стара Пазова                            | Србија                                                | 1 : 0                                                 | Малта                                                 |                                                       | [ 59 ]                                                |                                                       |
| 7.                                                    | 14. новембар 2016.                                    | Квалификације за Европско првенство                   | Кућа фудбала, Стара Пазова                            | Србија                                                | 2 : 3                                                 | Шведска                                               | Гол                                                   | [ 60 ]                                                |                                                       |
| 8.                                                    | 14. децембар 2016.                                    | Пријатељска утакмица                                  | Сан Бенедето                                          | Италија                                               | 0 : 0                                                 | Србија                                                |                                                       | [ 61 ]                                                |                                                       |
| 9.                                                    | 6. септембар 2018.                                    | Меморијални турнир „Стеван Вилотић Ћеле”              | Стадион крај Сомборске капије, Суботица               | Србија                                                | 0 : 1                                                 | Мађарска                                              |                                                       | [ 62 ]                                                |                                                       |
| 10.                                                   | 11. октобар 2018.                                     | Пријатељска утакмица                                  | Кућа фудбала, Стара Пазова                            | Србија                                                | 0 : 0                                                 | Русија                                                |                                                       | [ 63 ]                                                |                                                       |
| 11.                                                   | 13. октобар 2018.                                     | Пријатељска утакмица                                  | Кућа фудбала, Стара Пазова                            | Србија                                                | 0 : 3                                                 | Русија                                                |                                                       | [ 64 ]                                                |                                                       |
| 12.                                                   | 14. новембар 2018.                                    | Квалификације за Европско првенство                   | Стадион Стангмор Парк, Дунганон                       | Србија                                                | 2 : 2                                                 | Казахстан                                             | Гол                                                   | [ 65 ]                                                |                                                       |
| 13.                                                   | 20. новембар 2018.                                    | Квалификације за Европско првенство                   | Стадион у Колерејну                                   | Пољска                                                | 1 : 4                                                 | Србија                                                | Гол · Гол                                             | [ 66 ]                                                |                                                       |
| 14.                                                   | 20. март 2019.                                        | Квалификације за Европско првенство                   | Стадион у Калдијеру                                   | Украјина                                              | 2 : 2                                                 | Србија                                                | Гол · Гол                                             | [ 67 ]                                                |                                                       |
| 15.                                                   | 23. март 2019.                                        | Квалификације за Европско првенство                   | Стадион Одерцо                                        | Србија                                                | 0 : 2                                                 | Белгија                                               |                                                       | [ 68 ]                                                |                                                       |
| 16.                                                   | 26. март 2019.                                        | Квалификације за Европско првенство                   | Стадион Еуганео, Падова                               | Србија                                                | 0 : 2                                                 | Италија                                               |                                                       | [ 69 ]                                                |                                                       |
| 16                                                    | Укупан број утакмица и постигнутих погодака           | Укупан број утакмица и постигнутих погодака           | Укупан број утакмица и постигнутих погодака           | Укупан број утакмица и постигнутих погодака           | Укупан број утакмица и постигнутих погодака           | Укупан број утакмица и постигнутих погодака           | Укупан број утакмица и постигнутих погодака           | 7                                                     | [ 44 ]                                                |

| Репрезентација Србије у узрасту до 21 године старости | Репрезентација Србије у узрасту до 21 године старости                    | Репрезентација Србије у узрасту до 21 године старости                    | Репрезентација Србије у узрасту до 21 године старости                    | Репрезентација Србије у узрасту до 21 године старости                    | Репрезентација Србије у узрасту до 21 године старости                    | Репрезентација Србије у узрасту до 21 године старости                    | Репрезентација Србије у узрасту до 21 године старости | Репрезентација Србије у узрасту до 21 године старости | Репрезентација Србије у узрасту до 21 године старости |
| #                                                     | Датум                                                                    | Такмичење                                                                | Локација                                                                 | Домаћин                                                                  | Резултат                                                                 | Гост                                                                     | Гол                                                   | Реф.                                                  |                                                       |
| ----------------------------------------------------- | ------------------------------------------------------------------------ | ------------------------------------------------------------------------ | ------------------------------------------------------------------------ | ------------------------------------------------------------------------ | ------------------------------------------------------------------------ | ------------------------------------------------------------------------ | ----------------------------------------------------- | ----------------------------------------------------- | ----------------------------------------------------- |
| 1.                                                    | 6. септембар 2019.                                                       | Квалификације за Европско првенство                                      | Мордовија арена, Саранск                                                 | Русија                                                                   | 1 : 0                                                                    | Србија                                                                   |                                                       | [ 70 ]                                                |                                                       |
| 2.                                                    | 11. октобар 2019.                                                        | Квалификације за Европско првенство                                      | Стадион Славије, Софија                                                  | Бугарска                                                                 | 0 : 1                                                                    | Србија                                                                   |                                                       | [ 71 ]                                                |                                                       |
| 3.                                                    | 15. октобар 2019.                                                        | Квалификације за Европско првенство                                      | Стадион Виђева, Лођ                                                      | Пољска                                                                   | 1 : 0                                                                    | Србија                                                                   |                                                       | [ 72 ]                                                |                                                       |
| 3                                                     | Укупан број утакмица, постигнутих погодака и минута проведених на терену | Укупан број утакмица, постигнутих погодака и минута проведених на терену | Укупан број утакмица, постигнутих погодака и минута проведених на терену | Укупан број утакмица, постигнутих погодака и минута проведених на терену | Укупан број утакмица, постигнутих погодака и минута проведених на терену | Укупан број утакмица, постигнутих погодака и минута проведених на терену |                                                       | [ 44 ]                                                |                                                       |

| Репрезентација Србије у узрасту до 23 године старости | Репрезентација Србије у узрасту до 23 године старости                    | Репрезентација Србије у узрасту до 23 године старости                    | Репрезентација Србије у узрасту до 23 године старости                    | Репрезентација Србије у узрасту до 23 године старости                    | Репрезентација Србије у узрасту до 23 године старости                    | Репрезентација Србије у узрасту до 23 године старости                    | Репрезентација Србије у узрасту до 23 године старости | Репрезентација Србије у узрасту до 23 године старости | Репрезентација Србије у узрасту до 23 године старости |
| #                                                     | Датум                                                                    | Такмичење                                                                | Локација                                                                 | Домаћин                                                                  | Резултат                                                                 | Гост                                                                     | Гол                                                   | Реф.                                                  |                                                       |
| ----------------------------------------------------- | ------------------------------------------------------------------------ | ------------------------------------------------------------------------ | ------------------------------------------------------------------------ | ------------------------------------------------------------------------ | ------------------------------------------------------------------------ | ------------------------------------------------------------------------ | ----------------------------------------------------- | ----------------------------------------------------- | ----------------------------------------------------- |
| 1.                                                    | 15. октобар 2018.                                                        | Пријатељска утакмица                                                     | Кућа фудбала, Стара Пазова                                               | Србија                                                                   | 2 : 4                                                                    | Француска                                                                | Гол · Гол                                             | [ 73 ]                                                |                                                       |
| 1                                                     | Укупан број утакмица, постигнутих погодака и минута проведених на терену | Укупан број утакмица, постигнутих погодака и минута проведених на терену | Укупан број утакмица, постигнутих погодака и минута проведених на терену | Укупан број утакмица, постигнутих погодака и минута проведених на терену | Укупан број утакмица, постигнутих погодака и минута проведених на терену | Укупан број утакмица, постигнутих погодака и минута проведених на терену | 2                                                     | [ 44 ]                                                |                                                       |

| Фудбалска репрезентација Србије | Фудбалска репрезентација Србије                                          | Фудбалска репрезентација Србије                                          | Фудбалска репрезентација Србије                                          | Фудбалска репрезентација Србије                                          | Фудбалска репрезентација Србије                                          | Фудбалска репрезентација Србије                                          | Фудбалска репрезентација Србије | Фудбалска репрезентација Србије | Фудбалска репрезентација Србије |
| #                               | Датум                                                                    | Такмичење                                                                | Локација                                                                 | Домаћин                                                                  | Резултат                                                                 | Гост                                                                     | Мин.                            | Гол                             | Реф.                            |
| ------------------------------- | ------------------------------------------------------------------------ | ------------------------------------------------------------------------ | ------------------------------------------------------------------------ | ------------------------------------------------------------------------ | ------------------------------------------------------------------------ | ------------------------------------------------------------------------ | ------------------------------- | ------------------------------- | ------------------------------- |
| 1.                              | 11. октобар 2020.                                                        | Лига нација                                                              | Стадион Рајко Митић, Београд                                             | Србија                                                                   | 0 : 1                                                                    | Мађарска                                                                 |                                 | [ 74 ]                          |                                 |
| 2.                              | 14. октобар 2020.                                                        | Лига нација                                                              | Турк Телеком Арена, Истанбул                                             | Турска                                                                   | 2 : 2                                                                    | Србија                                                                   |                                 | [ 75 ]                          |                                 |
| 3                               | 15. новембар 2020.                                                       | Лига нација                                                              | Пушкаш арена, Будимпешта                                                 | Мађарска                                                                 | 1 : 1                                                                    | Србија                                                                   |                                 | [ 76 ]                          |                                 |
| 4.                              | 18. новембар 2020.                                                       | Лига нација                                                              | Стадион Рајко Митић, Београд                                             | Србија                                                                   | 5 : 0                                                                    | Русија                                                                   | Гол                             | [ 77 ]                          |                                 |
| 5.                              | 24. март 2021.                                                           | Квалификације за Светско првенство                                       | Стадион Рајко Митић, Београд                                             | Србија                                                                   | 3 : 2                                                                    | Република Ирска                                                          | Гол                             | [ 78 ]                          |                                 |
| 6.                              | 27. март 2021.                                                           | Квалификације за Светско првенство                                       | Стадион Рајко Митић, Београд                                             | Србија                                                                   | 2 : 2                                                                    | Португалија                                                              |                                 | [ 79 ]                          |                                 |
| 7.                              | 30. март 2021.                                                           | Квалификације за Светско првенство                                       | Олимпијски стадион у Бакуу                                               | Азербејџан                                                               | 1 : 2                                                                    | Србија                                                                   |                                 | [ 80 ]                          |                                 |
| 8.                              | 1. септембар 2021.                                                       | Пријатељска утакмица                                                     | Стадион Нађерде, Дебрецин                                                | Катар                                                                    | 0 : 4                                                                    | Србија                                                                   | Гол                             | [ 81 ]                          |                                 |
| 9.                              | 4. септембар 2021.                                                       | Квалификације за Светско првенство                                       | Стадион Рајко Митић, Београд                                             | Србија                                                                   | 4 : 1                                                                    | Луксембург                                                               |                                 | [ 82 ]                          |                                 |
| 10.                             | 7. септембар 2021.                                                       | Квалификације за Светско првенство                                       | Стадион Авива, Даблин                                                    | Република Ирска                                                          | 1 : 1                                                                    | Србија                                                                   |                                 | [ 83 ]                          |                                 |
| 11.                             | 9. октобар 2021.                                                         | Квалификације за Светско првенство                                       | Стадион Луксембург, Луксембург                                           | Луксембург                                                               | 0 : 1                                                                    | Србија                                                                   | Гол                             | [ 84 ]                          |                                 |
| 12.                             | 12. октобар 2021.                                                        | Квалификације за Светско првенство                                       | Стадион Рајко Митић, Београд                                             | Србија                                                                   | 3 : 1                                                                    | Азербејџан                                                               | Гол · Гол                       | [ 85 ]                          |                                 |
| 13.                             | 11. новембар 2021.                                                       | Пријатељска утакмица                                                     | Стадион Рајко Митић, Београд                                             | Србија                                                                   | 4 : 0                                                                    | Катар                                                                    | Гол                             | [ 86 ]                          |                                 |
| 14.                             | 14. новембар 2021.                                                       | Квалификације за Светско првенство                                       | Стадион светлости, Лисабон                                               | Португалија                                                              | 1 : 2                                                                    | Србија                                                                   |                                 | [ 87 ]                          |                                 |
| 15.                             | 24. септембар 2022.                                                      | Лига нација                                                              | Стадион Рајко Митић, Београд                                             | Србија                                                                   | 4 : 1                                                                    | Шведска                                                                  |                                 | [ 88 ]                          |                                 |
| 16.                             | 27. септембар 2022.                                                      | Лига нација                                                              | Стадион Улевол, Осло                                                     | Норвешка                                                                 | 0 : 2                                                                    | Србија                                                                   | Гол                             | [ 89 ]                          |                                 |
| 17.                             | 19. новембар 2022.                                                       | Пријатељска утакмица                                                     | Стадион Мухарак, Арад                                                    | Бахреин                                                                  | 1 : 5                                                                    | Србија                                                                   | Гол                             | [ 90 ]                          |                                 |
| 18.                             | 26. новембар 2022.                                                       | Светско првенство                                                        | Стадион Лусаил Ајконик, Лусаил                                           | Бразил                                                                   | 2 : 0                                                                    | Србија                                                                   |                                 | [ 91 ]                          |                                 |
| 19.                             | 2. децембар 2022.                                                        | Светско првенство                                                        | Стадион 974, Доха                                                        | Србија                                                                   | 2 : 0                                                                    | Швајцарска                                                               | Гол                             | [ 92 ]                          |                                 |
| 20.                             | 24. март 2023.                                                           | Квалификације за Европско првенство                                      | Стадион Рајко Митић, Београд                                             | Србија                                                                   | 2 : 0                                                                    | Литванија                                                                | Гол                             | [ 93 ]                          |                                 |
| 21.                             | 27. март 2023.                                                           | Квалификације за Европско првенство                                      | Стадион под Горицом, Подгорица                                           | Црна Гора                                                                | 0 : 2                                                                    | Србија                                                                   | Гол · Гол                       | [ 94 ]                          |                                 |
| 21                              | Укупан број утакмица, постигнутих погодака и минута проведених на терену | Укупан број утакмица, постигнутих погодака и минута проведених на терену | Укупан број утакмица, постигнутих погодака и минута проведених на терену | Укупан број утакмица, постигнутих погодака и минута проведених на терену | Укупан број утакмица, постигнутих погодака и минута проведених на терену | Укупан број утакмица, постигнутих погодака и минута проведених на терену | 13                              | [ 95 ]                          |                                 |

## Трофеји и награде

### Клупски
Партизан
- Суперлига Србије (1) : 2016/17.
- Куп Србије (2) : 2015/16, 2016/17.

Јувентус
- Куп Италије (1) : 2023/24.

### Појединачно
- Најталентованији играч на Меморијалном турниру „Стеван Вилотић Ћеле” 2016. године[56]
- Играч месеца ФК Фјорентина за децембар 2020.[96]
- Најбољи млади играч у Серији А за сезону 2020/21.[97]
- Најбољи играч у Серији А у децембру 2021.[98]
- Српски фудбалер године: 2024.[99]

## Лични живот
Влаховић је истакао да су његови фудбалски идоли били Златан Ибрахимовић, Стеван Јоветић и Франк Рибери. Такође је истакао да редовно прати MotoGP, светски гран-при шампионат у спортском мотоциклизму. Поред фудбала, као дете, играо је и кошарку.